# Boris Kocijančič
Boris Kocijančič, slovenski politik, * 1909, † 1968.
Boris Kocijančič je predvojni pravnik, partizan in povojni politik. 

## Življenjepis
Boris Kocijančič je bil rojen v Bušeči vasi, kjer sta službovala njegova mati in oče, oba učitelja iz Lipnice pri Kropi. Pred vojno je bil aktiven v nacionalnem gibanju Preporod, v začetku vojne je bil v vojaškem taborišču, leta 1943 pa se je pridružil partizanom. Po 2. svetovni vojni je bil na različnih vodstvenih funkcijah v državi: bil je pomočnik ministra za notranje zadeve, poslanec republiške skupščine v več mandatih in 13 član slovenske vlade (Izvršnega sveta), kjer je med drugim vodil ministrstva za kulturo in zdravstvo. Leta 1966 Sodeloval pri pripravi Vatikanskega protokola. Poročen je bil z dr. Kristo Kocijančič (roj. Pestotnik), ljubljansko pediatrinjo. Imel je dva sinova: zdravnika Boruta Kocijančiča in pravnika in politika ter dolgoletnega predsednika Olimpijskega komiteja Slovenije Janeza Kocijančiča.
Boris Kocijančič je bil dolgoletni predsednik Veslaške zveze Slovenije.